# Interpretarea viselor
Interpretarea viselor (în germană Die Traumdeutung) este o carte scrisă de psihanalistul austriac Sigmund Freud, care a fost publicată la 4 noiembrie 1899.
După opinia criticului Martin Seymour-Smith, lucrarea se află în lista celor mai influente 100 cărți din istoria omenirii, iar, după opinia publicației The Guardian, este una din primele zece cărți care au influențat lumea.
Lucrarea prezintă concepția lui Freud privind inconștientul și ceea ce ulterior avea să devină complexul lui Oedip. De asemenea, autorul susține că visul este important nu numai pentru psihanalist, ci și pentru individ. Pentru subiect, visul are două componente:
- conținutul latent: cel care cauzează visul;
- conținutul manifest: ceea ce subiectul își amintește la trezire.